# Mukawa
Mukawa (japanska: むかわ町?, Mukawa-chō) är en landskommun (köping) i Hokkaido prefektur i Japan.